# Provincia delle Fiandre Orientali

Logo

Le Fiandre Orientali (in olandese Oost-Vlaanderen, in fiammingo Ôost-Vloandern, in francese Flandre orientale) sono una provincia delle Fiandre, una delle tre regioni del Belgio. Confinano con i Paesi Bassi (Zelanda) a nord e le province belghe di Anversa e del Brabante Fiammingo a est, dell'Hainaut a sud e delle Fiandre Occidentali a ovest. Il capoluogo è Gand. Occupano una superficie di 2942 km² e sono divise in sei distretti amministrativi (arrondissementen in olandese), che contengono 65 comuni.

## Comuni
| Arrondissement di Aalst: - Aalst - Denderleeuw - Erpe-Mere - Geraardsbergen - Haaltert - Herzele - Lede - Ninove - Sint-Lievens-Houtem - Zottegem | Arrondissement di Dendermonde - Berlare - Buggenhout - Dendermonde - Hamme - Laarne - Lebbeke - Waasmunster - Wetteren - Wichelen - Zele                   | Arrondissement di Eeklo - Assenede - Eeklo - Kaprijke - Maldegem - Sint-Laureins - Zelzate                        |
| Arrondissement di Gand - Aalter - Deinze - De Pinte - Destelbergen - Evergem - Gavere - Gand (Gent) - Knesselare - Lochristi - Lovendegem - Melle - Merelbeke - Moerbeke - Nazareth - Nevele - Oosterzele - Sint-Martens-Latem - Waarschoot - Wachtebeke - Zomergem - Zulte | Arrondissement di Oudenaarde - Brakel - Horebeke - Kluisbergen - Kruishoutem - Lierde - Maarkedal - Oudenaarde - Ronse - Wortegem-Petegem - Zingem - Zwalm | Arrondissement di Sint-Niklaas - Beveren - Kruibeke - Lokeren - Sint-Gillis-Waas - Sint-Niklaas - Stekene - Temse |